# ALL FOR ONE & ONE FOR ALL!
「ALL FOR ONE & ONE FOR ALL!」（オールフォーワン アンド ワンフォーオール）は、H.P.オールスターズ（ハロー!プロジェクト オールスターズ）のミニアルバム。2004年12月1日発売。

## 概要
- 収録曲は3曲であるが、シングルではなく「ミニアルバム」扱いである。
- カップリング曲は、H.P.オールスターズ全員ではなく、選抜されたメンバーによって歌われている。選抜メンバーは「収録曲」参照のこと。
- 初回盤と通常盤でジャケットが異なる。初回盤のジャケットはメンバーが集合写真風に揃っており、100ページの写真集が封入されている。また、通常盤のジャケットは表に「H」、裏に「P」の人文字が表記されている。
- H.P.オールスターズの参加メンバーに関してはH.P.オールスターズ#メンバー参照のこと。

## 収録曲
全作詞・作曲：つんく
1. ALL FOR ONE & ONE FOR ALL!
編曲：鈴木Daichi秀行
2. 三角関係
歌：稲葉貴子・大谷雅恵・柴田あゆみ・松浦亜弥
編曲：高橋諭一
3. 好きになっちゃいけない人
歌：田中れいな・村上愛・鈴木愛理
編曲：平田祥一郎
4. ALL FOR ONE & ONE FOR ALL! (Instrumental)

## 参加ミュージシャン
ALL FOR ONE & ONE FOR ALL!
- 全ての楽器：鈴木Daichi秀行
- コーラス：竹内浩明・つんく

三角関係
- プログラミング&ギター&コーラス：高橋諭一
- コーラス：稲葉貴子・大谷雅恵

好きになっちゃいけない人
- 全ての楽器：平田祥一郎
- コーラス：竹内浩明・つんく